# Biserica reformată din Reteag

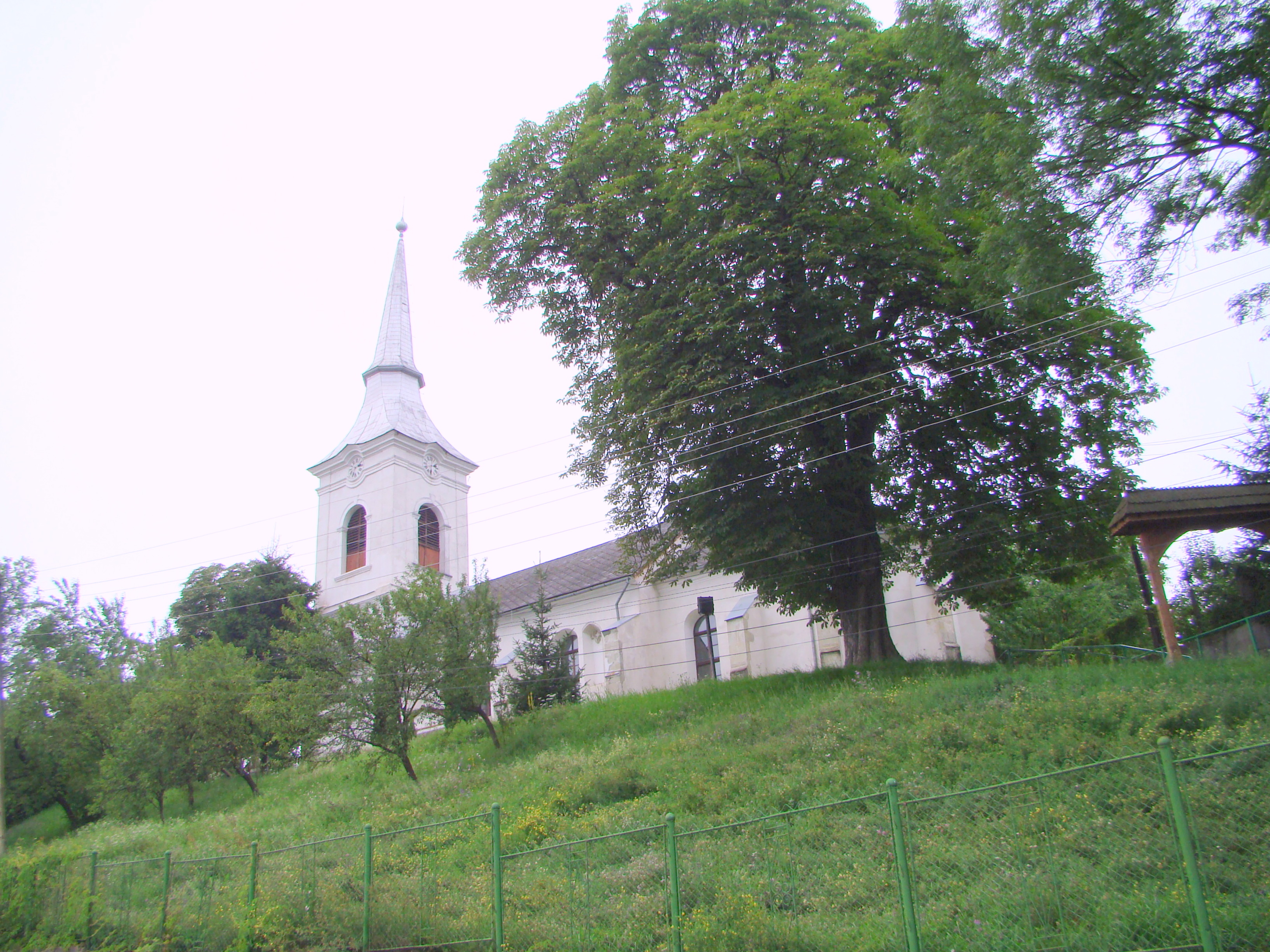
Biserica reformată din Reteag, comuna Petru Rareș, județul Bistrița-Năsăud, foto: iulie 2009

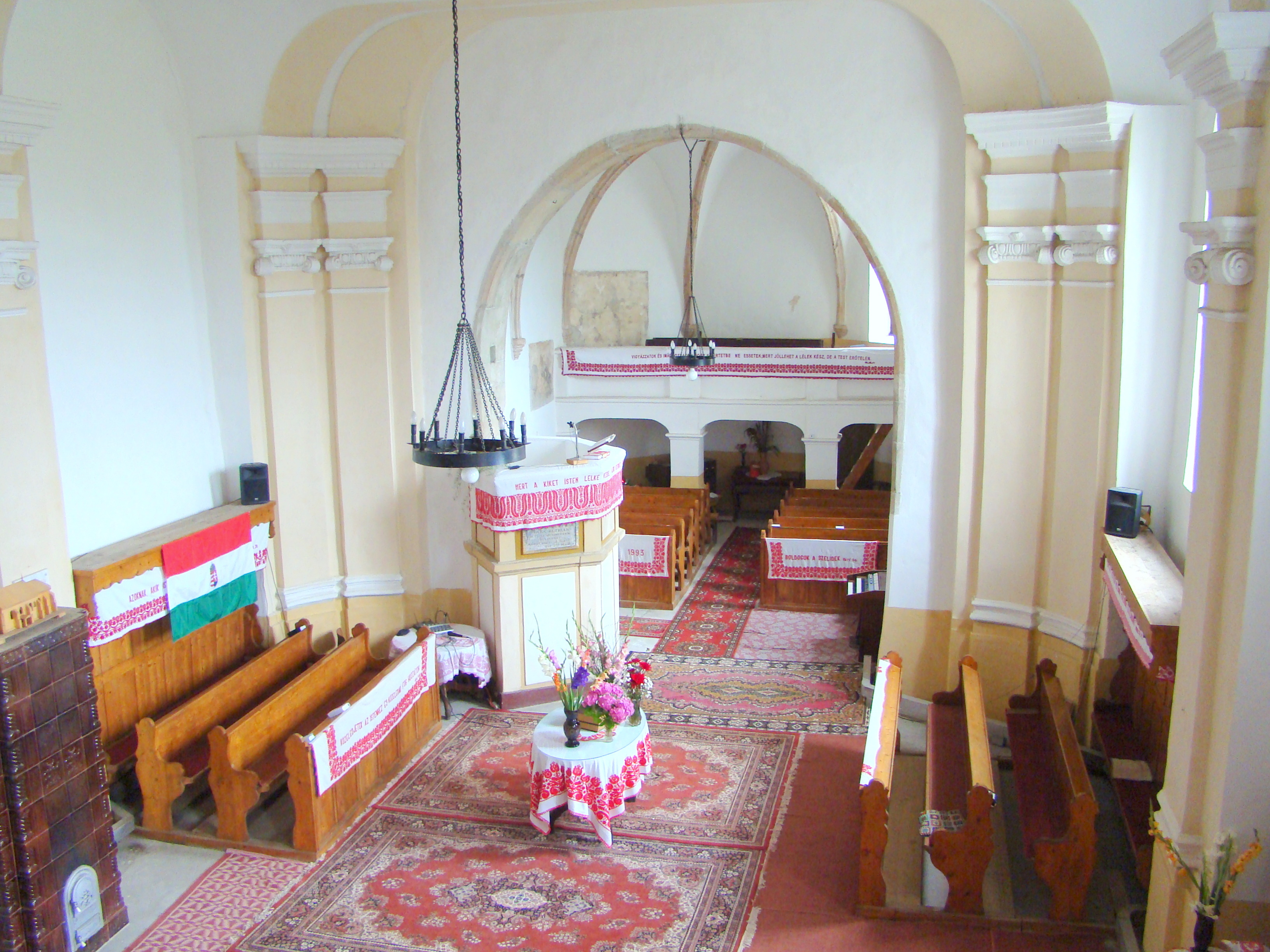
Interiorul bisericii sală

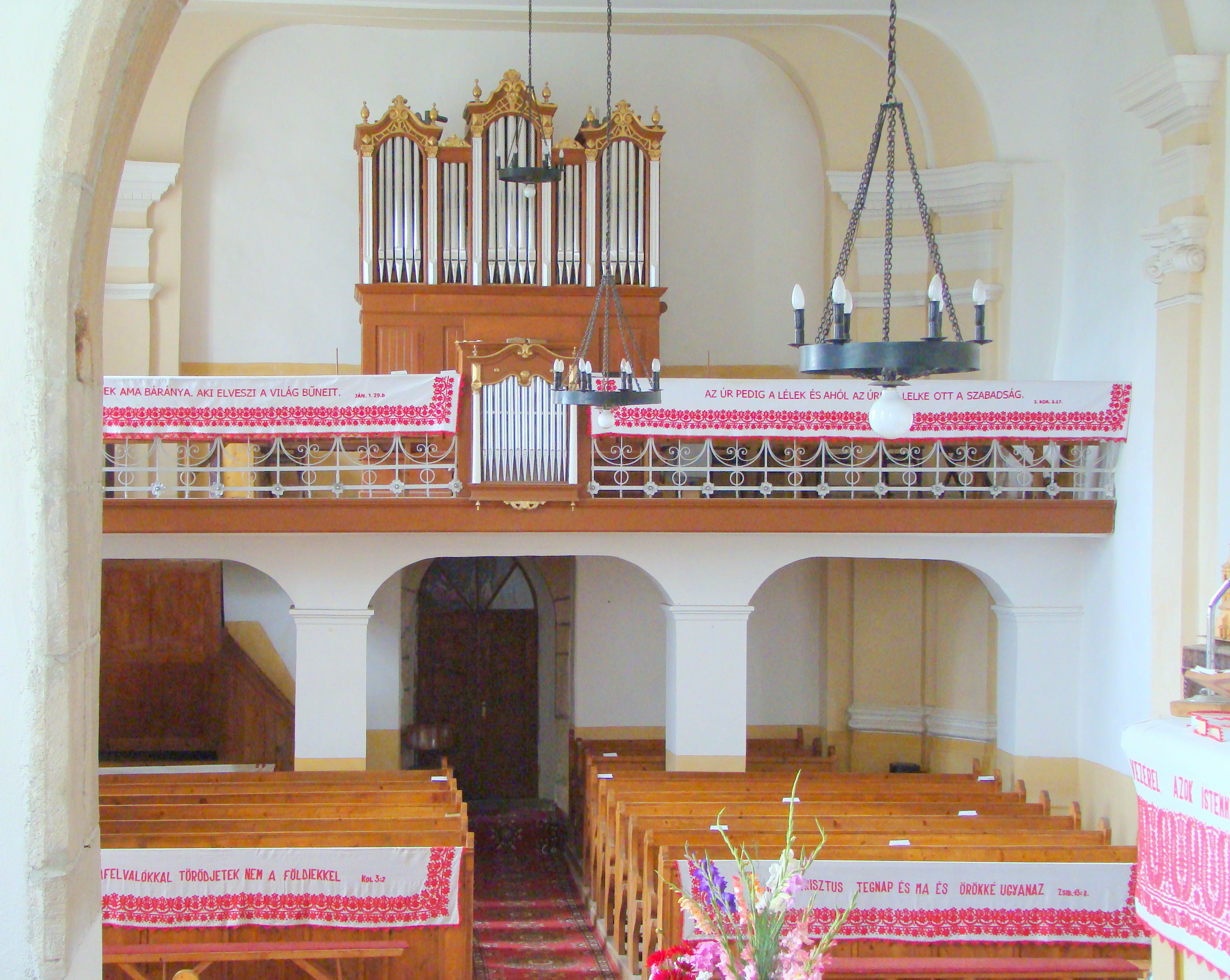
Nava spre ieșire

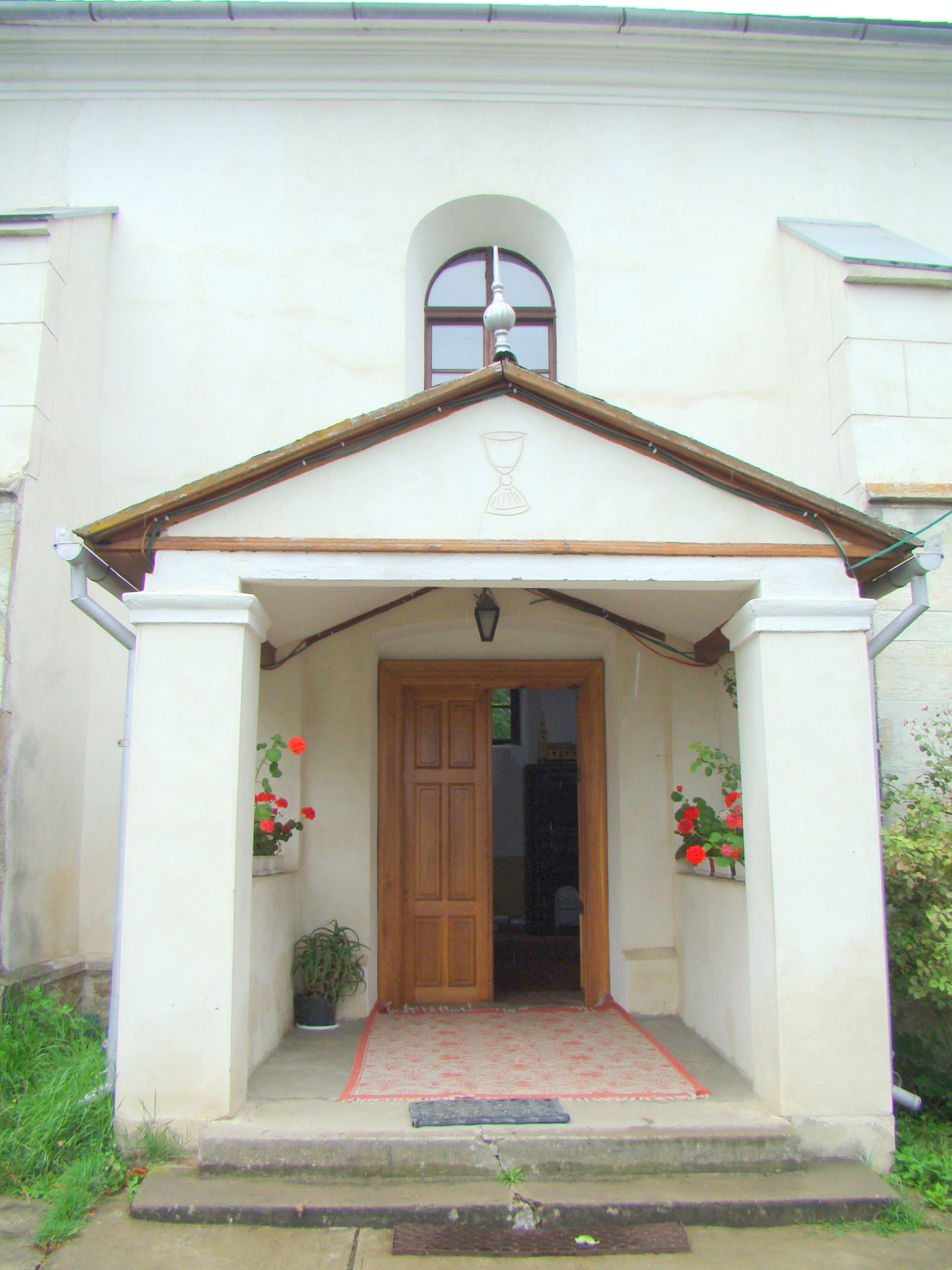
Intrarea sub porticul sudic

Biserica reformată din Reteag este un monument istoric aflat pe teritoriul satului Reteag; comuna Petru Rareș. Figurează pe lista monumentelor istorice 2015, cod LMI BN-II-m-B-01687.

## Localitatea
Reteag, mai demult Răteag (în maghiară Retteg, în germană Reckenteck, Reckentek, Reckendorf, Retteneck și în dialectul săsesc Râkntâk) este satul de reședință al comunei Petru Rareș din județul Bistrița-Năsăud, Transilvania, România. Localitatea apare într-un document în jurul anului 1317, unde este menționată printre celelalte moșii ale familiei Csák și satul Rethteg.

## Biserica
Biserica reformată din Reteag a fost construită pe versantul sudic al unui promontoriu din zona centrală a localității, și este înconjurată de un gard de zidărie care urmează traseul vechiului zid de incintă. La est de lăcașul de cult se află casa parohială. 
Clădirea bisericii este formată dintr-o navă dreptunghiulară, din care spre est se deschide corul poligonal mai îngust. Turnul cu plan pătrat a fost alipit navei dinspre vest, accesul principal în biserică este asigurat de porticul sudic.
Nava bisericii este cea mai veche parte a lăcașului de cult, așa cum indică fresca de pe fațada sudică, care intră sub contrafortul medieval. Din această fază, databilă la cumpăna secolelor XIII–XIV, în stil gotic, s-au păstrat pereții navei, arcul de triumf semicircular și fresca exterioară (realizată probabil pe la sfârșitul secolului al XIV-lea). 
A doua fază medievală este cea gotică târzie, când s-a zidit corul actual, iar biserica a fost boltită în întregime. 
În 1968 a fost restaurată biserica sub conducerea arhitectului episcopiei reformate, László Debreczeni. Frescele descoperite în interior și pe exterior au fost curățate și puse în valoare după posibilitățile epocii respective. 

## Imagini

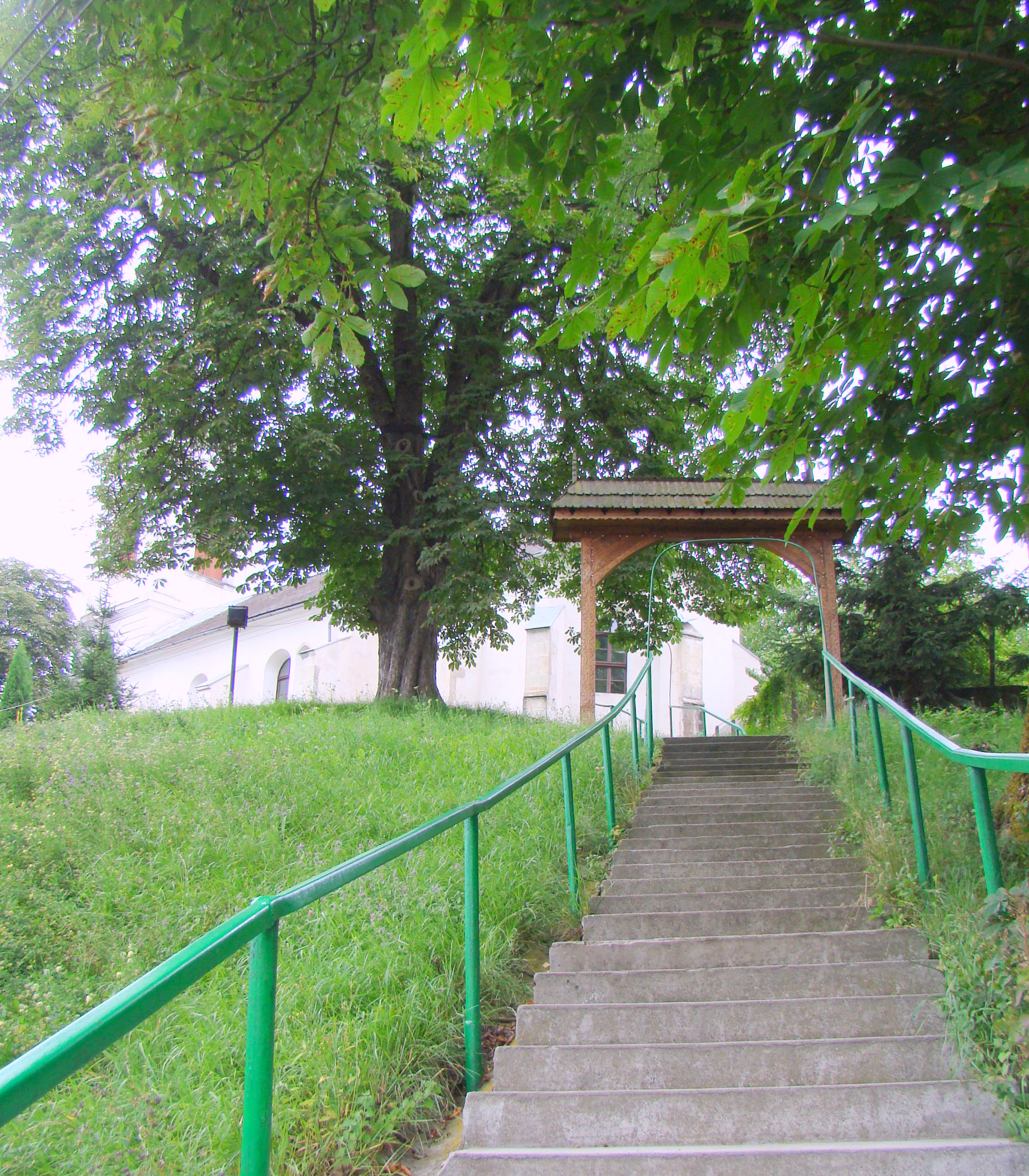
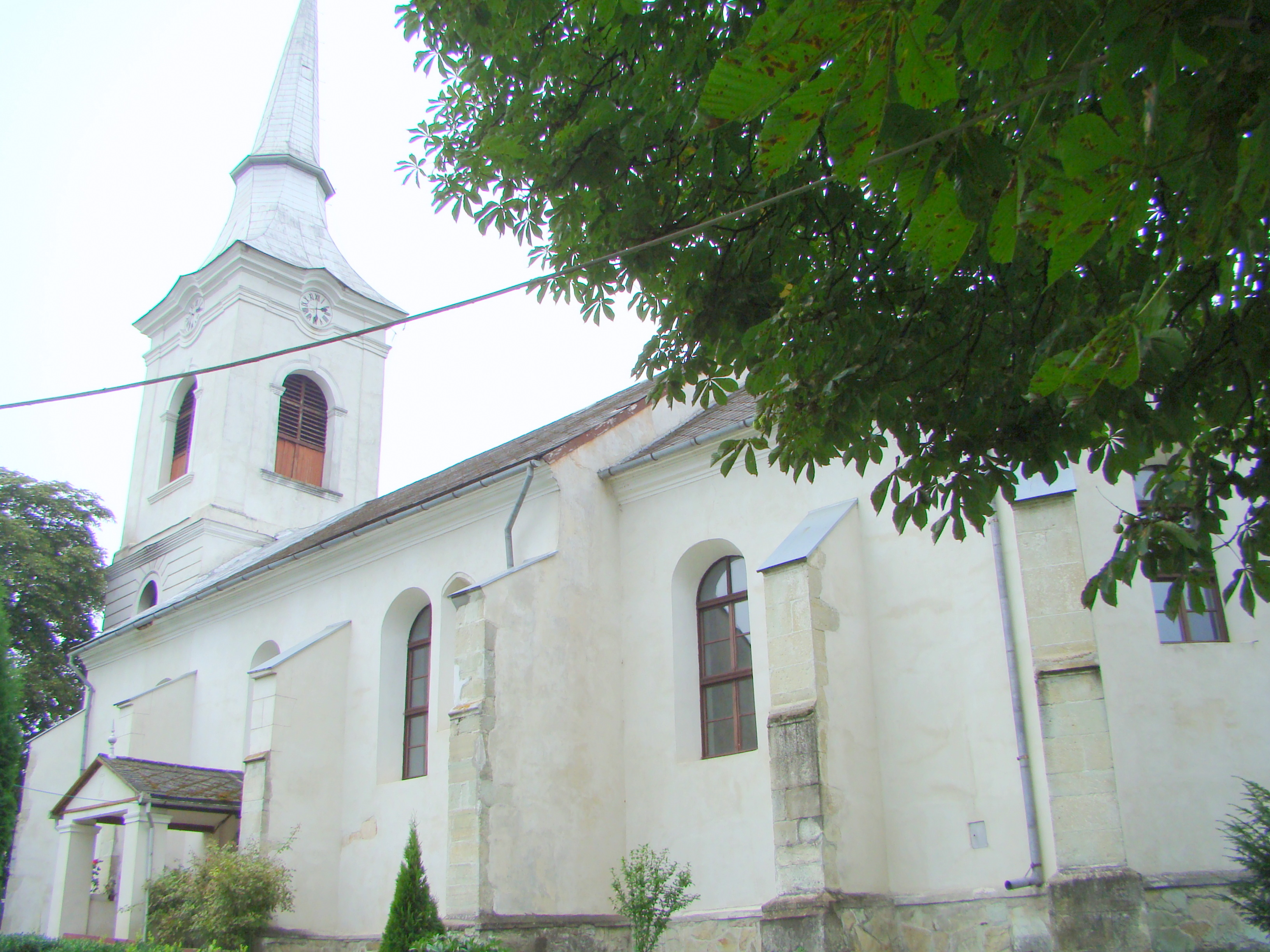
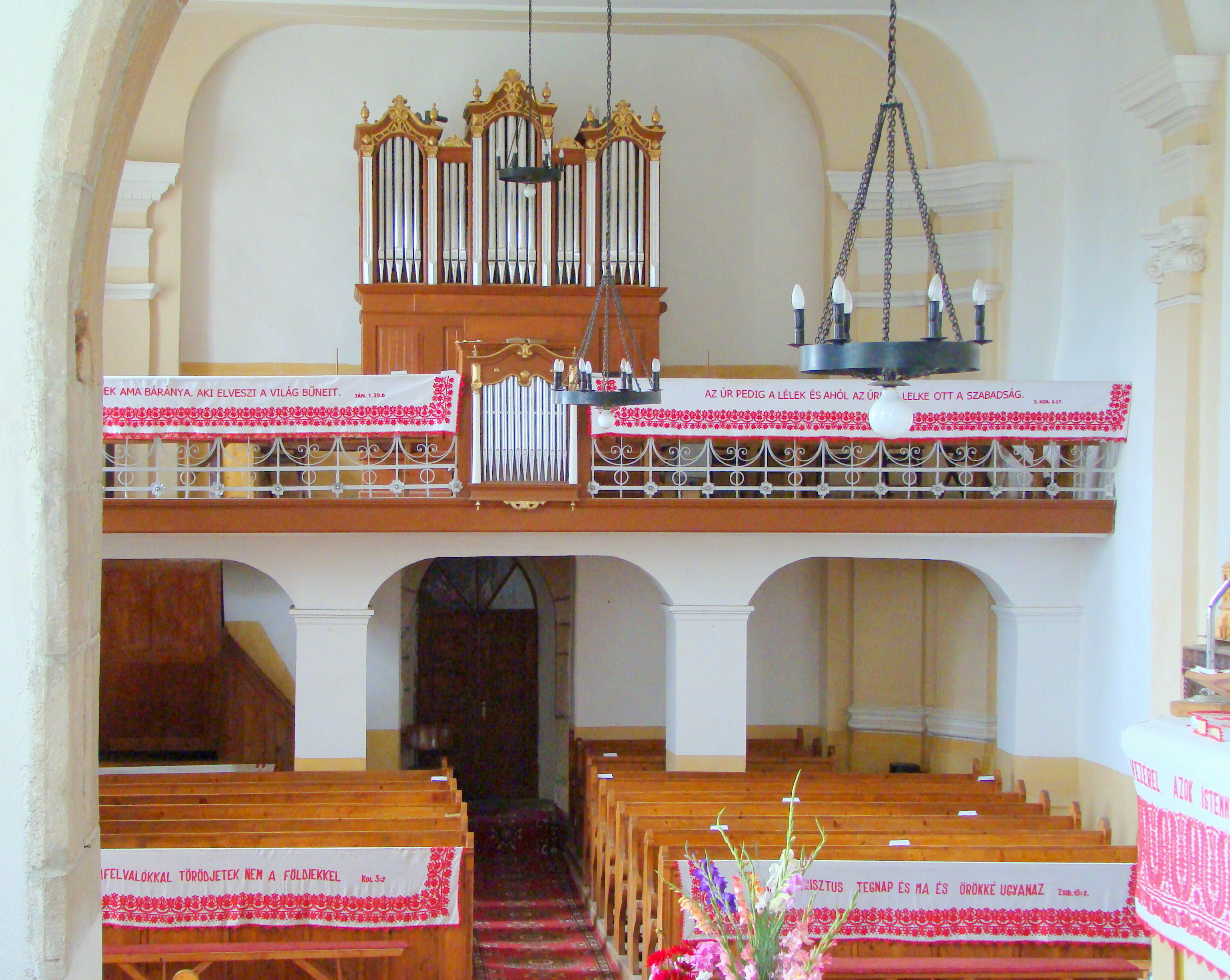
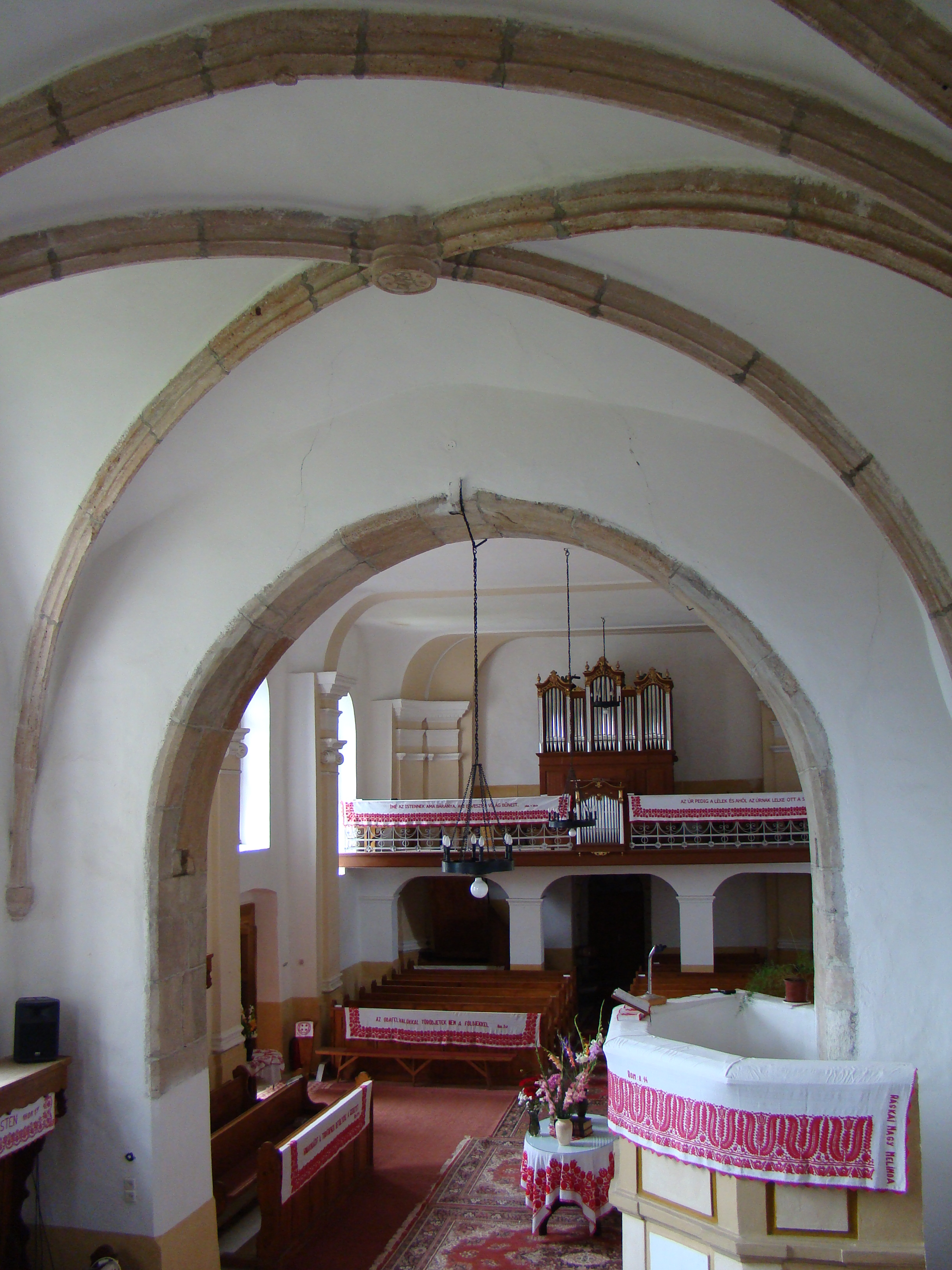